# Sonia Prina
Sonia Prina (Magenta, 30 novembre 1975) è un contralto italiano. È specializzata nel repertorio barocco, segnatamente quelli vivaldiano e händeliano. Ha debuttato al teatro alla Scala di Milano a ventitré anni interpretando il ruolo di Rosina nel Barbiere di Siviglia, al fianco di Juan Diego Flórez. Nel 2000, ancora a fianco di Flórez e di Roberto De Simone, è stata Tisbe nella Cenerentola di Rossini diretta da Carlo Rizzi, trasmessa il 7 agosto in televisione.

## Biografia
Nata a Magenta ma cresciuta nella vicina Corbetta dove muove i suoi primi passi nel mondo della musica, Sonia Prina ha iniziato a studiare musica a tredici anni diplomandosi poi in tromba e canto al conservatorio Giuseppe Verdi di Milano. È entrata a far parte nel 1994 dell'Accademia per Giovani Cantanti Lirici del Teatro alla Scala e tre anni dopo ha iniziato ad esibirsi regolarmente nelle varie stagioni operistiche, debuttando nella prima rappresentazione in epoca moderna di una rara opera di Giuseppe Sarti - Giulio Sabino - messa in scena al Teatro Alighieri di Ravenna.
Ha in repertorio anche opere liriche di Gioachino Rossini e ha inciso per varie etichette discografiche. Nell'ambito del melodramma italiano ha interpretato anche lavori di Gaetano Donizetti (Anna Bolena).
Come concertista si è esibita in diversi teatri d'Europa, Sudamerica e Giappone, accompagnata da ensemble internazionali come Accademia Bizantina, Ensemble Matheus, Giardino Armonico, laBarocca, Concert d'Astrée, Kammerorchester Basel.

## Repertorio

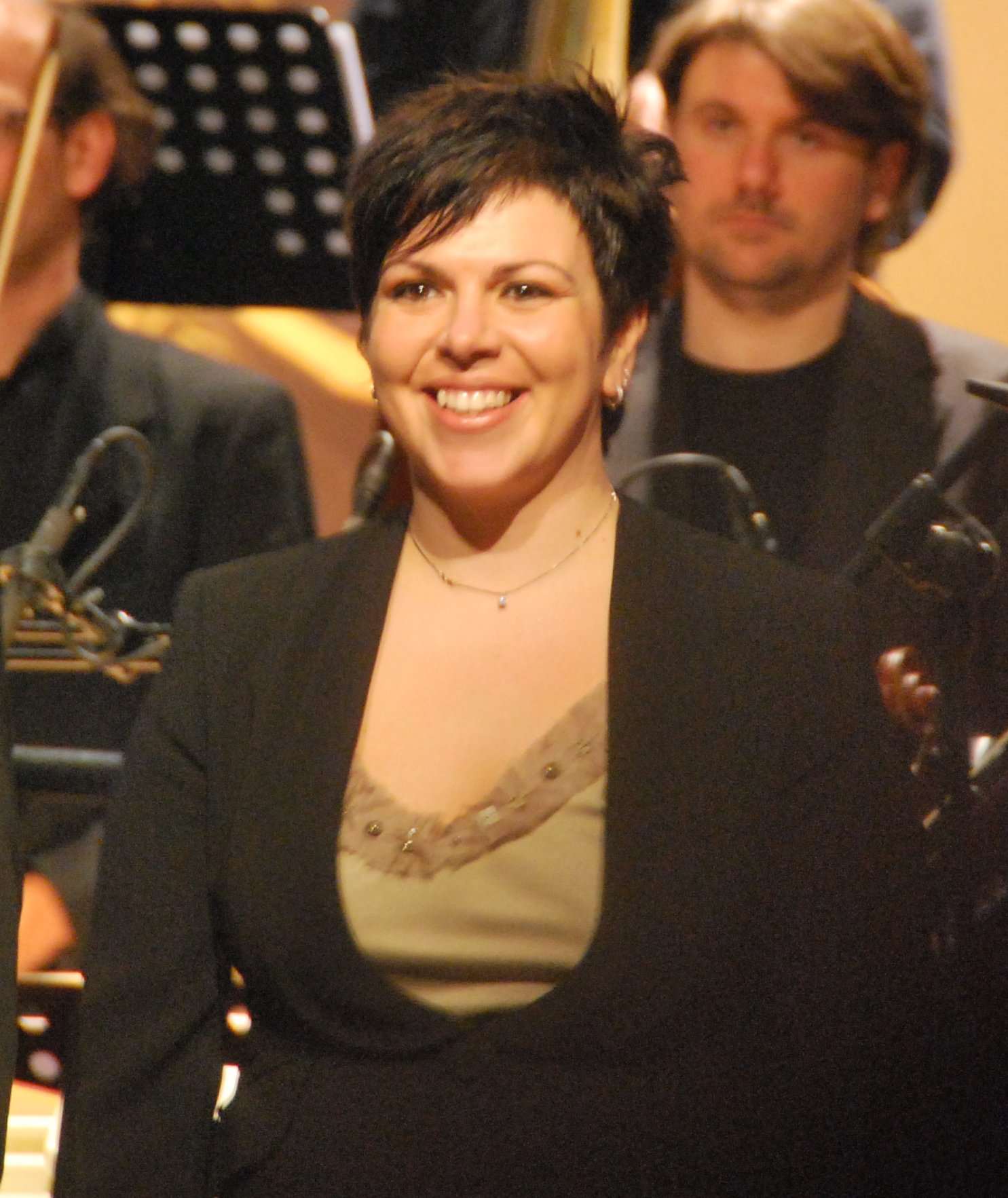
La Prina in concerto a Cracovia nel dicembre 2009.

Elenco di alcune delle opere interpretate:

### Händel
| Titolo        | Autore | Ruolo         | Teatro o luogo di rappresentazione                                      |
| ------------- | ------ | ------------- | ----------------------------------------------------------------------- |
| Alcina        | Händel | Bradamante    | Opéra de Paris                                                          |
| Giulio Cesare | Händel | Giulio Cesare | Teatro Regio di Torino / Teatro Carlo Felice di Genova / Opera di Lilla |
| Ariodante     | Händel | Polinesso     | Barcellona / Opera di San Francisco                                     |
| Rodelinda     | Händel | Bertarido     | Teatro Barbican di Londra / Konzerthaus di Vienna                       |
| Amadigi       | Händel | Amadigi       | Teatro San Carlo di Napoli                                              |
| Lucio Silla   | Händel | Silla         | Accademia di Santa Cecilia                                              |
| Orlando       | Händel | Orlando       | Sydney Opera House                                                      |
| Rinaldo       | Händel | Rinaldo       | Teatro alla Scala di Milano                                             |
| Tamerlano     | Händel | Tamerlano     | Monaco di Baviera                                                       |

### Altri autori
| Titolo                         | Autore     | Ruolo                 | Teatro o luogo di rappresentazione |
| ------------------------------ | ---------- | --------------------- | ---------------------------------- |
| Giulio Sabino                  | Sarti      | Giulio Sabino         | Teatro Alighieri di Ravenna        |
| La Sena festeggiante           | Vivaldi    | la Virtù              | Opera di Bordeaux                  |
| Ascanio in Alba                | Mozart     | Ascanio               | Festival di Salisburgo             |
| L'incoronazione di Poppea      | Monteverdi | Ottone                | Teatro Comunale di Bologna         |
| Il ritorno di Ulisse in patria | Monteverdi | Penelope              | Teatro Ponchielli di Cremona       |
| L'Orfeo                        | Monteverdi | Messaggera e Speranza | Opera di Madrid                    |
| Farnace                        | Vivaldi    | Pompeo                | Teatro della Zarzuela di Madrid    |
| L'italiana in Algeri           | Rossini    | Isabella              | Teatro Regio di Torino             |
| La pietra del paragone         | Rossini    | Clarice               | Théâtre du Châtelet di Parigi      |
| Anna Bolena                    | Donizetti  | Smeton                | Teatro Donizetti di Bergamo        |
| I puritani                     | Bellini    | Enrichetta di Francia | Teatro Carlo Felice di Genova      |

## Discografia essenziale

### Vivaldi
- L'Olimpiade (RV 725): con Sara Mingardo, Laura Giordano, Roberta Invernizzi, Marianna Kulikova, Riccardo Novaro; Concerto Italiano, Rinaldo Alessandrini; Naïve OP 30316 (Diapason d'or, Recommandé par Classica)
- Orlando finto pazzo (RV 727): con Antonio Abete, Gemma Bertagnolli, Marina Comparato, Martin Oro, Marianna Pizzolato; Academia Montis Regalis, Alessandro De Marchi; Naïve OP 30392 (Gramophone Editor's Choice - R10 de Classica-Répertoire)
- La Senna Festeggiante (RV 693): con Juanita Lascarro, Nicola Ulivieri; Concerto Italiano, Rinaldo Alessandrini; Naïve OP 30339
- Farnace RV 711-D: con Gloria Banditelli, Furio Zanasi, Sara Mingardo - Le Concert des Nations, Jordi Savall - Alia Vox, 2003
- Arie ritrovate: con Accademia Bizantina, Ottavio Dantone; Naïve OP 30443

### Altri autori
- L'Orfeo di Monteverdi, EMI/Virgin
- Il Trionfo del Tempo e del Disinganno di Haendel, EMI/Virgin
- Lotario di Haendel, BMG
- Rodelinda di Haendel, Deutsche Grammophon
- Il filosofo di campagna di Galuppi, Bongiovanni
- Ascanio in Alba di Mozart (DVD)
- La pietra del paragone di Rossini
- Heroes in Love (2017)